# Koszajny
Koszajny (niem. Koschainen) – wieś w Polsce położona w województwie warmińsko-mazurskim, w powiecie ostródzkim, w gminie Małdyty.
W latach 1975–1998 miejscowość administracyjnie należała do województwa olsztyńskiego.
W księgach starostwa w Przezmarku w 1601 r. ze wsi wymieniani są m.in. mieszkańcy: Jerzy Krupa, Jerzy Wilk, Piotr Olszewski.
Wieś wzmiankowana w dokumentach z roku 1271 i 1276, jako wieś pruska na 27 włókach. Pierwotna nazwa Kusieyns najprawdopodobniej wywodzi się od imienia Prusa – Kusse. W roku 1782 we wsi odnotowano 23 domy (dymy), natomiast w 1858 w 33 gospodarstwach domowych było 327 mieszkańców. W latach 1937–1939 było 305 mieszkańców. W roku 1973 jako przysiółek Bagnity należały do powiatu morąskiego, gmina Małdyty, poczta Połowite.